# Les benignes
Les benignes (Les Bienveillantes) és una novel·la escrita en francès per l'escriptor americà Jonathan Littell. Va ser publicada a l'agost de 2006 (en català es va publicar el 2007 per l'editorial Quaderns Crema amb traducció de Pau Joan Hernández) i va guanyar el prestigiós Premi Goncourt. La novel·la narra en primera persona l'experiència vital d'un personatge fictici, Maximilien Aue, que va participar en la Segona Guerra Mundial com a oficial de les SS. El títol de l'obra remet a Èsquil i les seves erínies, deesses venjatives que persegueixen els homes culpables de matricidi o parricidi. Aquest mite és reescrit per Littell a través de la relació entre el protagonista i la seva germana, la figura de Thomas que li salva en diferents ocasions la vida, el pare desconegut i la mare que serà assassinada brutalment juntament al seu company sentimental. La narració es divideix en vuit parts que equivalen a danses típiques del segle xviii i que segueixen la cronologia de la guerra en el front de l'est, des de l'holocaust dels jueus a Polònia fins a la caiguda de Berlín.

## Novel·la controvertida

### Les dones
À quoi cela me serrait-il de perdre ainsi mon temps? (...) qui n'atendait de moi, au fond, qu'une seul chose?
A excepció de la germana del Dr. Aue, la visió que mostra el protagonista de les dones és marcadament misògina. Entèn que sota una aparença de fragilitat, la dona amaga un desig irrefrenable de posseir i dominar l'altre gènere.

### Els jueus
Les Juifs se sont eux-mêmes constitués comme "probleme", en voulant à tout prix rester à part'
El personatge de Thomas, el fidel amic del protagonista, fa una anàlisi de per què, segons el seu punt de vista, els jueus mereixen ser castigats. I és que segons ell, al cap i a la fi, mai no han volgut integrar-se a la vida ciutadana, sempre mantenint-se al marge. En aquesta actitud Thomas hi troba un menyspreu cap a tota la resta de la humanitat, cap als altres alemanys. És molt dur suportar la indiferència, és molt dur que als altres no els importis.

### L'escatològic
La merda com a tal està present a tota la novel·la. Després de perdre el paradís que constitueix el líquid amniòtic de la placenta, tot es torna a dur, difícil i pudent. Un somni recurrent serà aquell en el qual el protagonista és asfixiat per la seva pròpia merda a l'interior d'un lavabo.